# Gombe (stad)
Gombe is een stad in Nigeria en is de hoofdplaats van de staat Gombe.
Gombe telt ongeveer 196.000 inwoners.

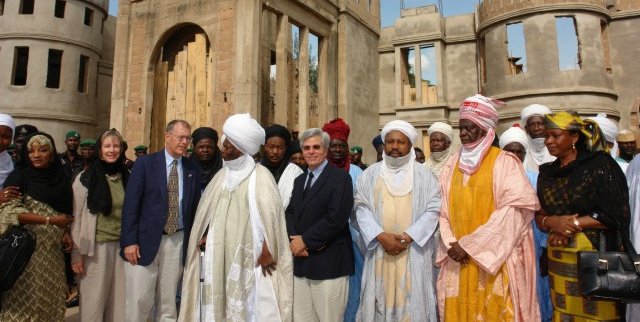